# Staberoha remota
Staberoha remota är en gräsväxtart som beskrevs av Neville Stuart Pillans. Staberoha remota ingår i släktet Staberoha och familjen Restionaceae. Inga underarter finns listade i Catalogue of Life.